# Белтирду
Белтирду — горный хребет в Центральном Алтае, в междуречье рек Караоюк и Аккол.

## Этимология
Белтир-Ту (от алт. Белтир — место слияния рек; в алт. литер. — скрещивание дорог, перекрёсток, место слияния рек; и алт. Туу — гора) — гора с устьем, соединением рек.

## Описание
Хребет Белтирду представляет собой отрог Южно-Чуйского хребта, расположен в его центральной части, относится к северному макросклону.
В отличие от широтной ориентации Южно-Чуйского хребта, хребет Белтирду ориентирован в северо-восточном направлении. Хребет небольшой и практически весь ограничен троговыми долинами Аккола и Караоюка.

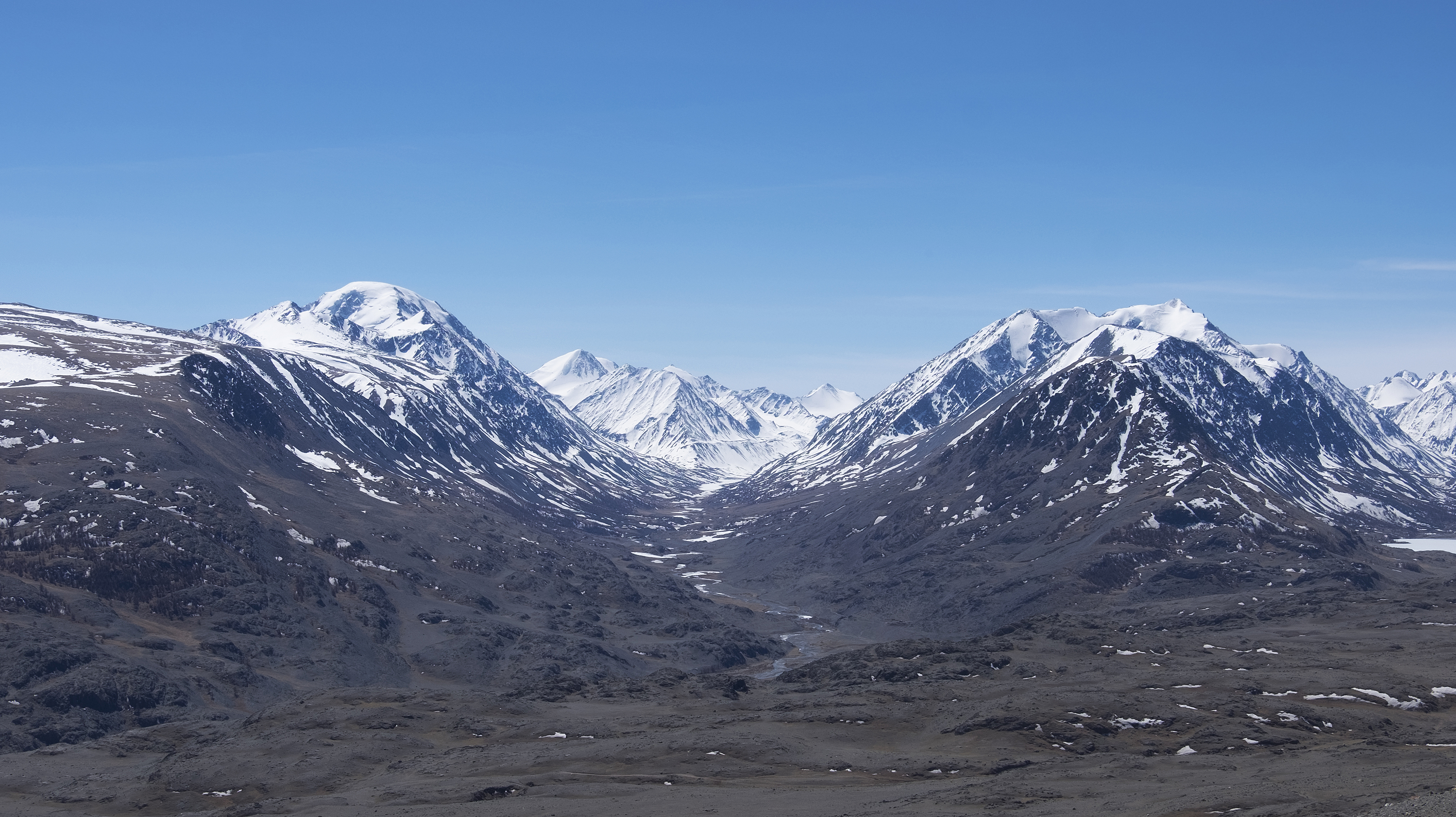
Белтирду справа
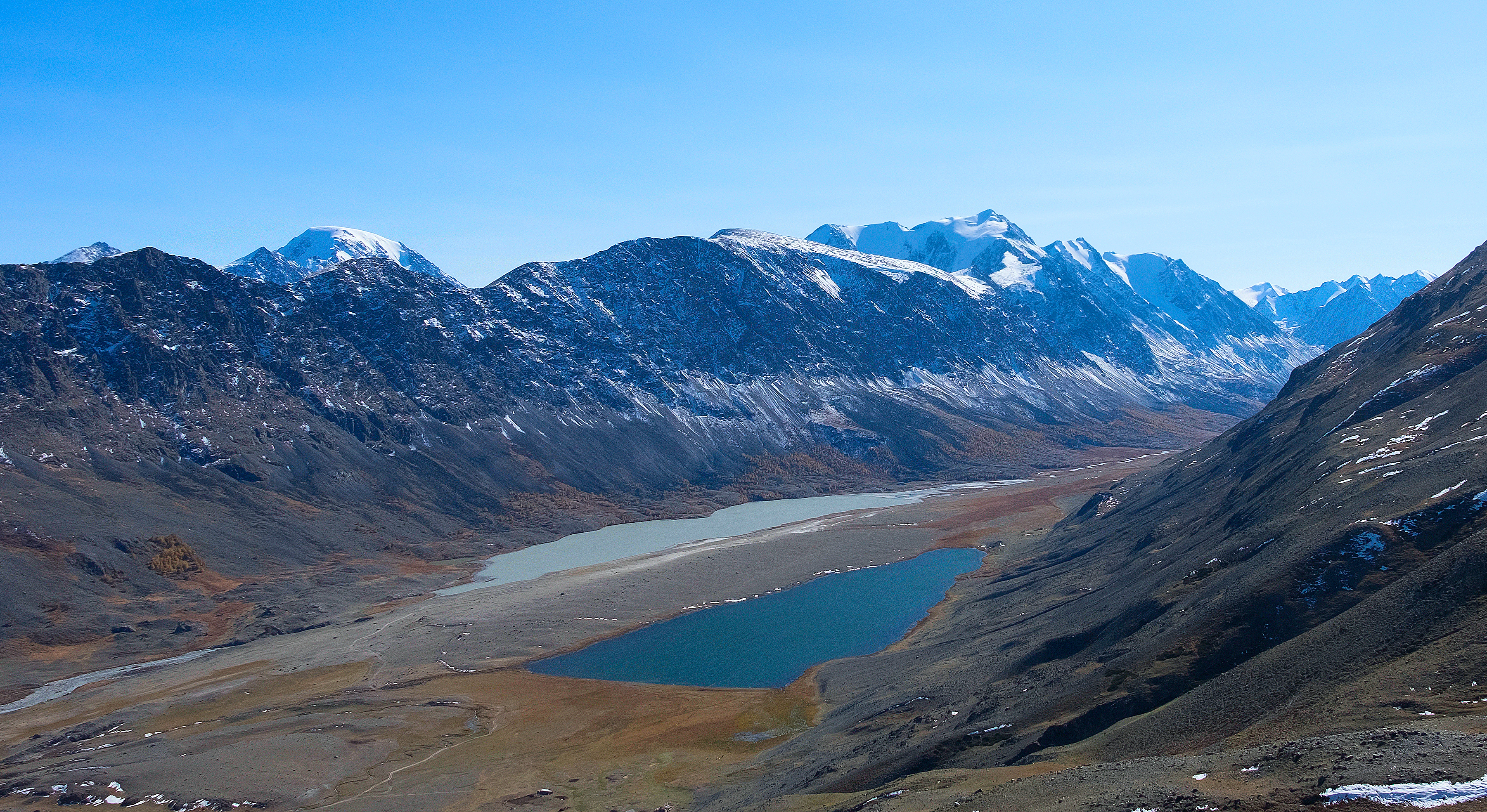
Над озером Аккуль